# 1018 هـ
1018 هـ هي سنة في التقويم الهجري امتدت مقابلةً في التقويم الميلادي بين سنتي 1609 و1610.

## وفيات
- عمر الفارسكوري